# Деспойна Воґасарі
Деспойна Воґасарі (грец. Δέσποινα Βογάσαρη, нар. 9 липня 1995) — колишня грецька тенісистка.
Найвищу одиночну позицію світового рейтингу — 508 місце досягла 15 липня 2013, парну — 645 місце — 22 липня 2013 року.
Здобула 3 одиночні та 1 парний титул туру ITF.

## Фінали ITF

### Одиночний розряд: 6 (3–3)
| Результат | Ранг | Дата           | Турнір                   | Покриття | Суперниця         | Рахунок       |
| --------- | ---- | -------------- | ------------------------ | -------- | ----------------- | ------------- |
| Поразка   | 1.   | 29 травня 2011 | ITF Парос, Греція        | Килим    | Карен Барріца     | 1–6, 5–7      |
| Поразка   | 2.   | 27 травня 2012 | ITF Ra'anana, Ізраїль    | Тверде   | Офрі Ланкрі       | 0–6, 1–6      |
| Перемога  | 1.   | 14 жовтня 2012 | ITF Мітилена, Греція     | Тверде   | Сильвія Заґурська | 6–1, 2–6, 6–4 |
| Поразка   | 3.   | 26 травня 2013 | ITF Афіни, Греція        | Тверде   | Lee Pei-chi       | 2–6, 3–6      |
| Перемога  | 2.   | 30 червня 2013 | ITF Шарм-еш-Шейх, Єгипет | Тверде   | Мадрі Ле Ру       | 6–4, 6–4      |
| Перемога  | 3.   | 20 липня 2014  | ITF Шарм-еш-Шейх, Єгипет | Тверде   | Валерія Страхова  | 7–5, 6–0      |

### Парний розряд: 6 (1–5)
| Результат | Ранг | Дата             | Турнір                   | Покриття | Партнерка          | Суперниці                                | Рахунок          |
| --------- | ---- | ---------------- | ------------------------ | -------- | ------------------ | ---------------------------------------- | ---------------- |
| Поразка   | 1.   | 8 квітня 2012    | ITF Іракліон, Греція     | Килим    | Ліна Джорческа     | Мартіна Борецька Петра Крейсова          | 0–6, 0–6         |
| Поразка   | 2.   | 15 квітня 2012   | ITF Іракліон, Греція     | Килим    | Ліна Джорческа     | Мартіна Борецька Петра Крейсова          | 2–6, 3–6         |
| Поразка   | 3.   | 4 листопада 2012 | ITF Іракліон, Греція     | Тверде   | Десіпна Папаміхаїл | Манон Арканьйолі Летісія Сарразен        | 4–6, 4–6         |
| Перемога  | 1.   | 19 травня 2013   | ITF Марафон, Греція      | Тверде   | Ліна Джорческа     | Анетт Контавейт Лора Діґмен              | 6–4, 2–6, [10–6] |
| Поразка   | 4.   | 26 травня 2013   | ITF Афіни, Греція        | Тверде   | Елені Кордолаймі   | Світлана Пироженко Gabriela van de Graaf | 6–1, 5–7, [7–10] |
| Поразка   | 5.   | 6 липня 2014     | ITF Шарм-еш-Шейх, Єгипет | Тверде   | Елені Кордолаймі   | Джан Абаза Ола Абу Зекрі                 | 4–6, 6–3, [7–10] |